# Zenonina
Zenonina is een geslacht van spinnen uit de familie wolfspinnen (Lycosidae).

## Soorten
De volgende soorten zijn bij het geslacht ingedeeld:
- Zenonina albocaudata Lawrence, 1952
- Zenonina fusca Caporiacco, 1941
- Zenonina mystacina Simon, 1898
- Zenonina rehfousi Lessert, 1933
- Zenonina squamulata Strand, 1908
- Zenonina vestita Simon, 1898